# ابن سمعون
ناصر الدين محمد بن أحمد بن سمعون، عالم رياضي وفلكي. من أبناء القرن الثامن للهجرة، وقد توفي سنة 737 هـ.

## مؤلفاته
- كنز الطلاب في الأعمال بالإسطرلاب
- التحفة الملكية في الأسئلة والأجوبة الفلكية
- الأصول الثامرة في الأعمال بربع المساطرة